# Grotte du Noisetier
La grotte du Noisetier ou grotte de Peyrère 1 ou grotte de Serrat de la Toue se trouve sur la commune française de Fréchet-Aure dans le département des Hautes-Pyrénées, en région Occitanie.
Elle a livré une séquence comportant plusieurs occupations moustériennes correspondant à la fin du Paléolithique moyen.

## Situation
La grotte se trouve dans le quart sud-est du département des Hautes-Pyrénées, dans le Pays d'Aure, en rive droite de la Neste (côté est), à 25 km au sud de Lannemezan et 2,8 km au nord d'Arreau, à 380 m (à vol d'oiseau) au sud de Fréchet-Aure.

## Toponymie
Le site doit son appellation moderne au noisetier qui a élu domicile à proximité de l'entrée. Il est également connu sous le nom de grotte de Peyrère 1. Dans Les Pyrénées souterraines (1898), Armand Viré décrit la cavité comme l'une des « grottes de Serrat de la Toue ».

## Description
La grotte se présente sous la forme d'une petite galerie d'une vingtaine de mètres de profondeur sur trois à quatre mètres de largeur et trois à six mètres de hauteur,. Elle surplombe la vallée d'Aure, au fond de laquelle coule le principal affluent pyrénéen de la Garonne, la Neste. Elle s'ouvre à 825 m d'altitude, soit à 145 m au-dessus du fond de la vallée, à un niveau où la faune et la flore correspondent encore actuellement à l'étage montagnard.

## Historique

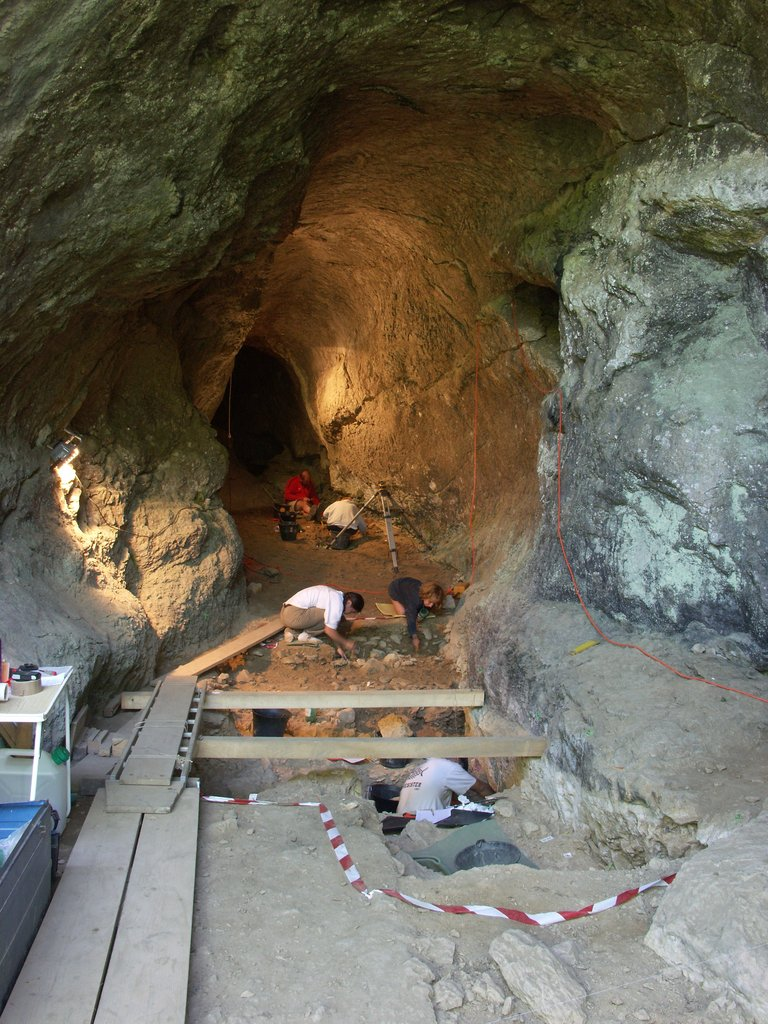
Fouilles, été 2005.

La présence de vestiges archéologiques dans la grotte est mentionnée dès 1898 par Armand Viré.
En 1985, elle est « redécouverte » par L. et A. Casteret et signalée au Service régional de l'archéologie de Midi-Pyrénées. Une première opération de sondage est conduite en 1987 sous la direction de Michel Allard à la suite de la multiplication des prélèvements clandestins. Deux autres campagnes de terrain (1992 et 1993) sont programmées afin d'évaluer l'importance archéologique du site et de déterminer les mesures de protection les plus appropriées. L'exploration du site sur quelques mètres carrés permet la découverte de plusieurs niveaux archéologiques relativement riches en vestiges lithiques moustériens et restes fauniques ; elle détermine le choix d'une protection définitive au moyen d'une forte grille analogue à celles posées à l'entrée des grottes ornées,,.
Ces travaux amènent une première série de résultats intéressants, en partie inédits. Seules quelques notes thématiques,, ou synthèses régionales, font état sommairement de ces découvertes, le site étant généralement présenté comme une halte temporaire liée à la chasse au bouquetin et à l'isard (Allard, Juillard & Jeannet 1987, Jaubert & Bismuth 1996).
De 2004 à 2014, le site fait l'objet d'une série de nouvelles campagnes de fouille programmée, qui montrent que la grande accumulation de restes de bouquetin et d'isard est d'origine naturelle, due principalement au gypaète barbu ou au cuon (un canidé) ; l'accumulation des restes de cerf est essentiellement le résultat d'activités anthropiques. La réanalyse des vestiges lithiques et humains (dents de jeunes enfants) indique une utilisation du site non comme halte de chasse mais plutôt comme « camp résidentiel » fréquenté par l'ensemble des membres d'un groupe et lié à des déplacements dans les Pyrénées.

## Géologie et géomorphologie
La grotte du Noisetier se trouve au sein de la Haute chaîne primaire ou Zone primaire axiale pyrénéenne. Elle s'ouvre dans une formation connue localement sous le nom de calcaires d'Ardengost. « Ces calcaires massifs constituent la barre rocheuse claire, bien visible dans le paysage, qui traverse la vallée de la Neste au sud de Fréchet-Aure, forme les abrupts du bois de la Hèche, les pentes du bois de Jézeau et la montagne d'Areng. […] Les calcaires d'Ardengost renferment une riche faune de foraminifères, de brachiopodes, de polypiers ainsi que des algues ». Sur la base de son contenu paléontologique, l'âge de cette formation a été revu à la baisse relativement récemment : elle ne daterait pas du Viséen supérieur mais du Serpukhovien,. Ce calcaire micritique, très massif, a permis le développement d'un réseau karstique relativement complexe.
Les formations drainées par la Neste et ses affluents sont très diversifiées : terrains paléozoïques, granitoïdes du massif intrusif de Bordères-Louron, granites du Val de Buret, etc. Les matériaux disponibles dans les formations alluviales à hauteur du site offrent donc des ressources lithiques variées comprenant notamment des lydiennes, des schistes, des cinérites et des quartzites. Ces matériaux d'assez bonne qualité représentent l'essentiel du matériel archéologique issu de la grotte du Noisetier. Les silex sont absents dans l'environnement immédiat ; les vestiges utilisant ce matériau ont donc été importés depuis plusieurs sources. Les gîtes de silex les plus exploités se situent à une quarantaine de kilomètres, dans la région d'Hibarette-Montgaillard. La présence de fossiles de Lépidorbitoïdes dans certains silex indique que quelques pièces proviennent de sources plus lointaines, situées dans le Béarn (Salies-de-Béarn) et la Chalosse, à plus de 100 km. Les silex des Pré-Pyrénées ne semblent pas avoir été exploités par les occupants de la cavité, ou seulement de manière très marginale[réf. nécessaire].
La grotte du Noisetier est un lambeau d'ancien réseau karstique creusé en régime noyé comme l'indiquent ses formes arrondies[réf. nécessaire]. Cet ancien réseau a connu un important colmatage argileux, attesté dans la grotte du Lierre voisine[réf. nécessaire], progressivement évacué ensuite avec le creusement de la vallée et l'abaissement consécutif du niveau des circulations souterraines. Des concrétions de calcite bien cristallisées se sont alors développées, à la fois sur les lambeaux de remplissage et dans les parties dégagées par le soutirage.
Au cours du Quaternaire, la poursuite de l'incision de la Neste et l'élargissement consécutif de la vallée a raboté progressivement la galerie. Les vieilles concrétions de calcite se sont retrouvées à proximité de l'entrée et le type de concrétionnement s'est modifié. Avec la proximité de la surface, le type de sédimentation détritique a changé radicalement. L'influence climatique extérieure s'est traduite par la gélifraction des parois, suffisamment intense pour faire disparaître toutes les formes de creusement qui existaient dans la première partie de la cavité. Les parois ont produit une importante accumulation de cailloutis qui occupe toute la base de la cavité sur une épaisseur encore inconnue. L'occupation moustérienne est contemporaine de la constitution de ce remplissage de cailloutis.

## Occupation
Les données biochronologiques fournies par l'abondante microfaune, et par la grande faune (présence de cerf élaphe, similitude de l'association faunique avec celle des couches supérieures de la séquence de Combe-Grenal, quasi absence du renne) permettent de proposer une attribution des dépôts à l'interstade würmien « Würm II/III ».[réf. nécessaire]
À ce jour[Quand ?], cinq dates ont été obtenues par la méthode du carbone 14 pour l'ensemble de la séquence. Elles s'échelonnent entre environ 30 000 et 50 000 ans AP. Ces dates sont à prendre avec beaucoup de prudence et doivent être considérées comme des âges minimums, tant elles sont proches de la limite d'application de la méthode. Des tentatives de datation par thermoluminescence (foyer) et par RPE sont en cours afin de préciser la chronologie des occupations paléolithiques de la grotte.[réf. nécessaire]

## Principales découvertes

### Faune

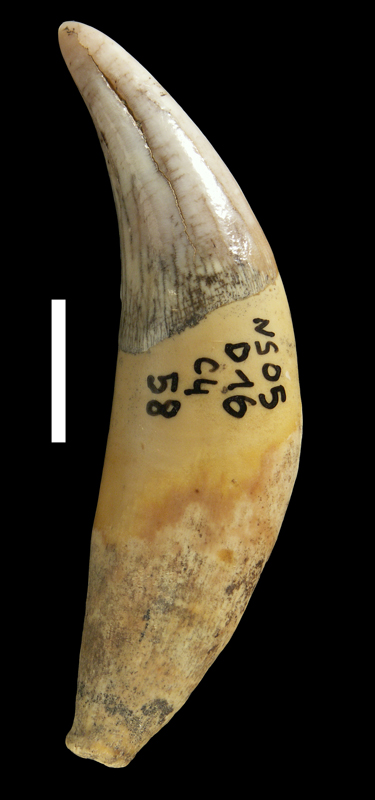
Canine de Panthera pardus de la grotte du Noisetier (échelle = 1 cm).

La grotte du Noisetier a livré plus de 10 000 restes fauniques dominés par les espèces montagnardes, en particulier isard et bouquetin. Viennent ensuite le cerf et les grands bovidés, espèces forestières. Les autres taxons et, en particulier, les carnivores sont plus faiblement représentés (ours des cavernes, renard, panthère, cuon).[réf. nécessaire]

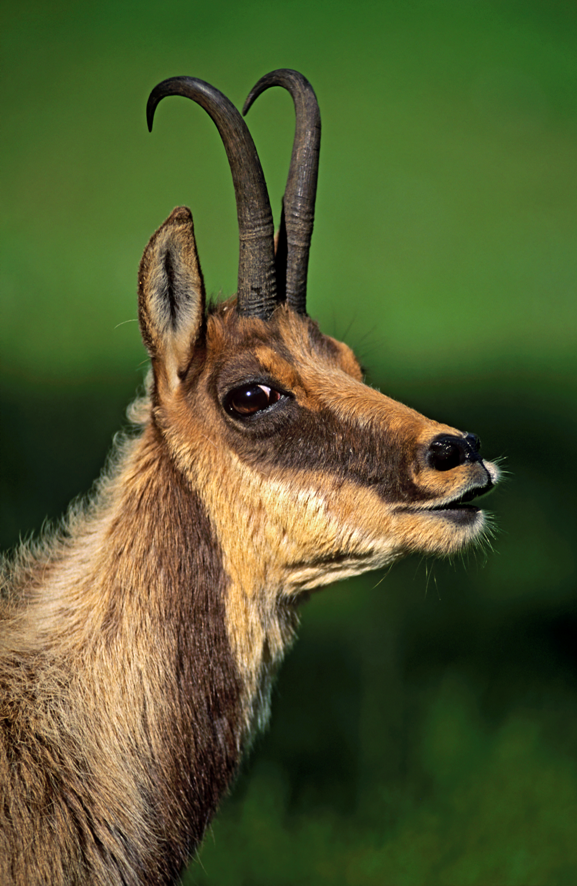
Isard
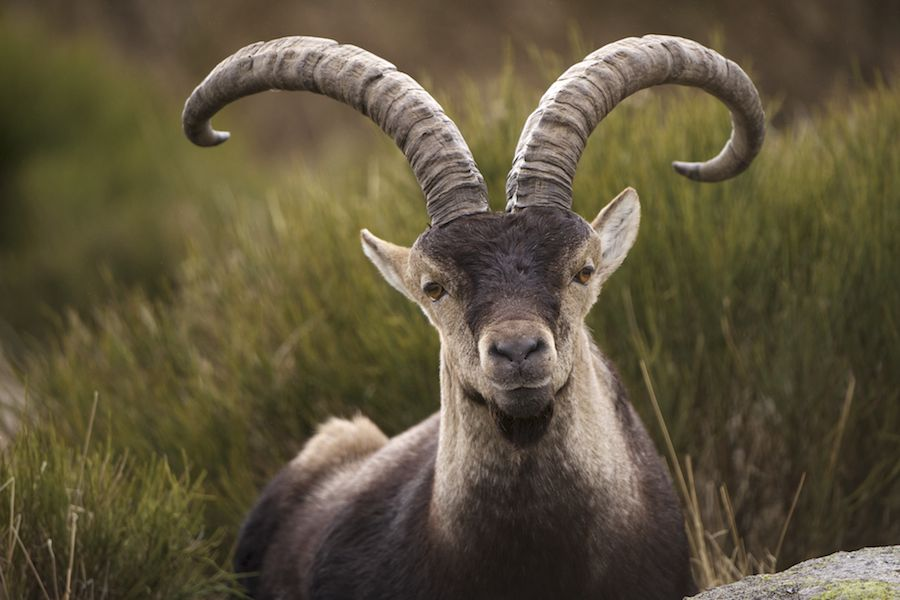
Bouquetin ibérique
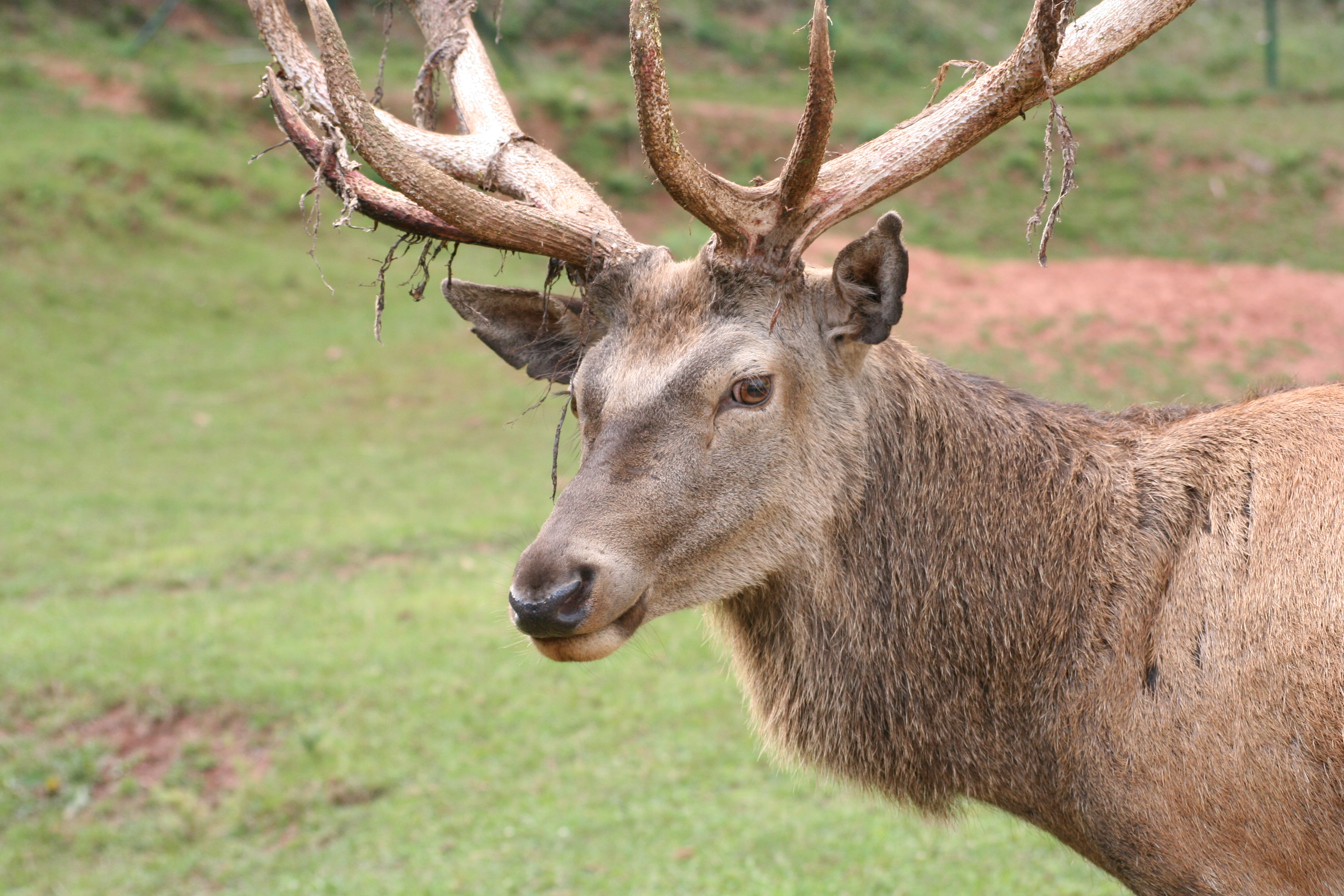
Cerf
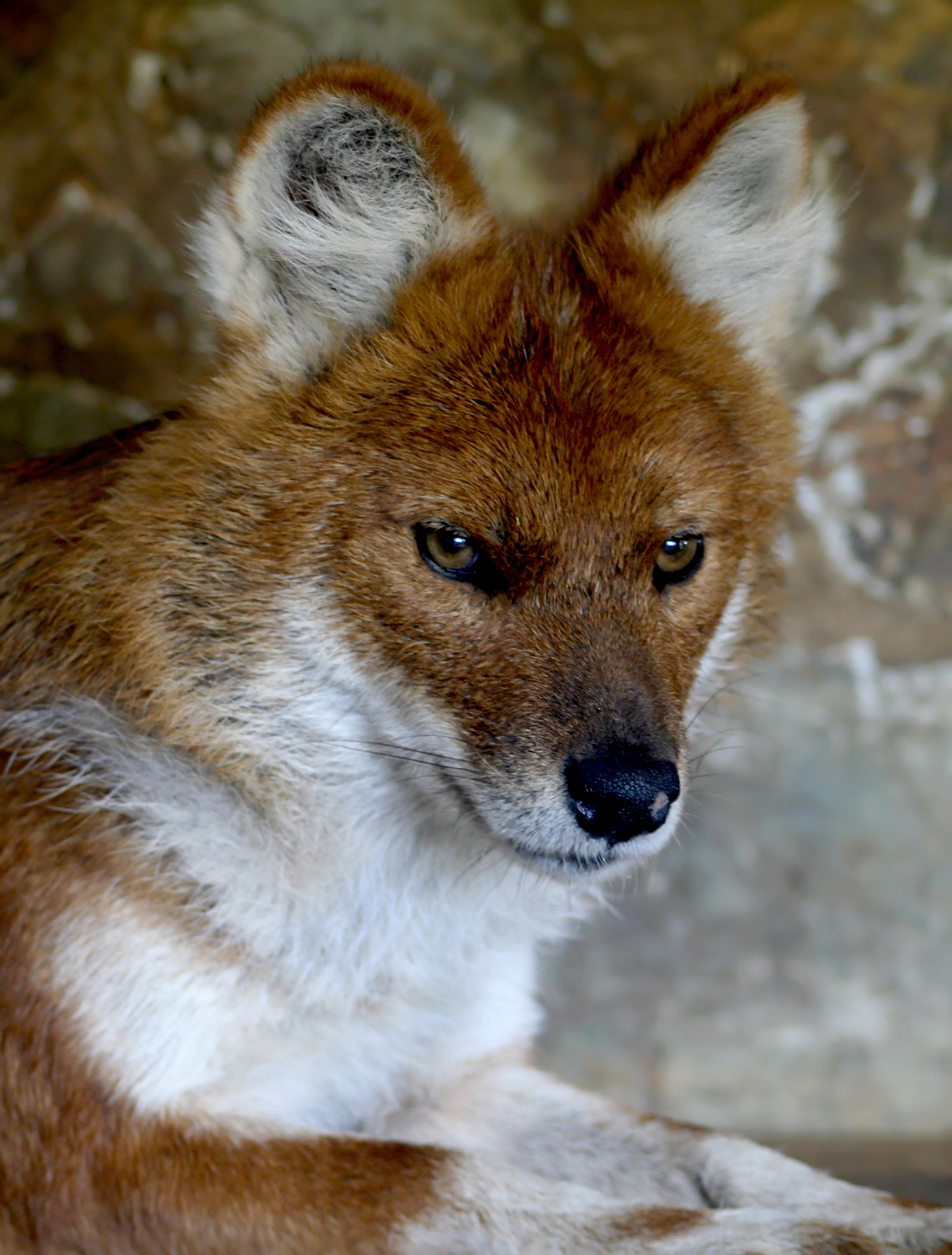
Cuon

L'étude taphonomique menée sur les trois espèces dominantes a permis de montrer que les ossements de cerf et d'isard n'avaient pas été accumulés par un même agent. Aucun os de cerf n'est digéré alors que près de la moitié des os présentent des indices d'intervention anthropique (impacts, stries de boucherie, retouchoirs, etc.). Chez l'isard, moins de 2 % des ossements portent des stries de boucherie et près de 65 % sont semi-digérés. Par ailleurs, la prépondérance des extrémités articulaires sur les portions diaphysaires d'os longs et la sporadicité des marques d'origine anthropique sur les restes d'isard indiquent que cette espèce a été introduite sur le site par un agent non humain. Le gypaète barbu a dans un premier été soupçonné mais de nouvelles analyses conduisent à penser que les restes d'isard ont probablement été accumulés par le cuon, un petit canidé présent seulement en Asie à l'heure actuelle.
L'étude taphonomique menée sur les vestiges osseux permet également de privilégier l'hypothèse d'une extraction par les Néandertaliens de la graisse contenue dans les tissus spongieux des os de cerf. Cette étude montre donc l'existence de procédés techniques permettant d'exploiter cette substance réputée difficile à extraire dès le stade isotopique 3.

### Microfaune

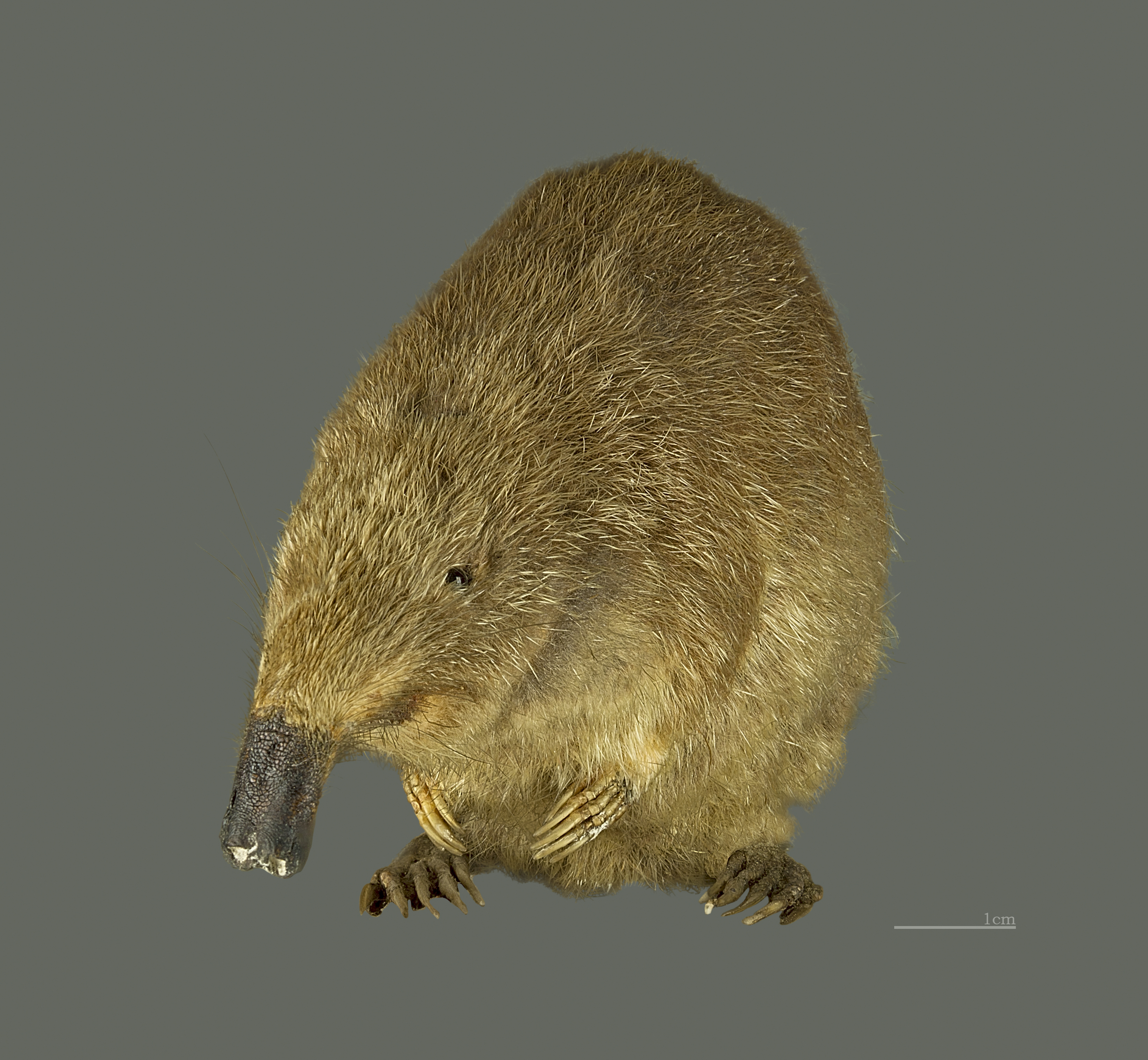
Desman des Pyrénées ou rat-trompette.

La microfaune, abandonnée notamment par les rapaces dans leurs pelotes de réjection, est très abondante et relativement homogène sur l'ensemble de la séquence. Elle permet de considérer que celle-ci s'est mise en place sous un climat montagnard de zone tempérée. Son analyse détaillée a conduit M. Jeannet à définir une nouvelle espèce de rongeur : Mimomys pyrenaïcus nov. sp.. Il a également identifié le desman des Pyrénées (Galemys pyrenaicus) pour la première fois dans un dépôt quaternaire.

### Restes humains
Le site a livré trois vestiges dentaires dont deux sont, avec certitude, des incisives centrales déciduales. Par leurs traits morphologiques et métriques, ces dents s'intègrent bien dans la variabilité des dents néandertaliennes et mieux que dans celle des dents d'Hommes anatomiquement modernes. Les deux dents présentent une attrition importante de la couronne et une racine incomplète. En fonction de la variabilité actuelle et du fait qu'elles ont été découvertes dans un même secteur et dans un même niveau, elles pourraient correspondre à un même individu de 5 à 10 ans. S'il s'agit bien d'un seul individu, la chute a probablement eu lieu post-mortem.

### Industrie lithique

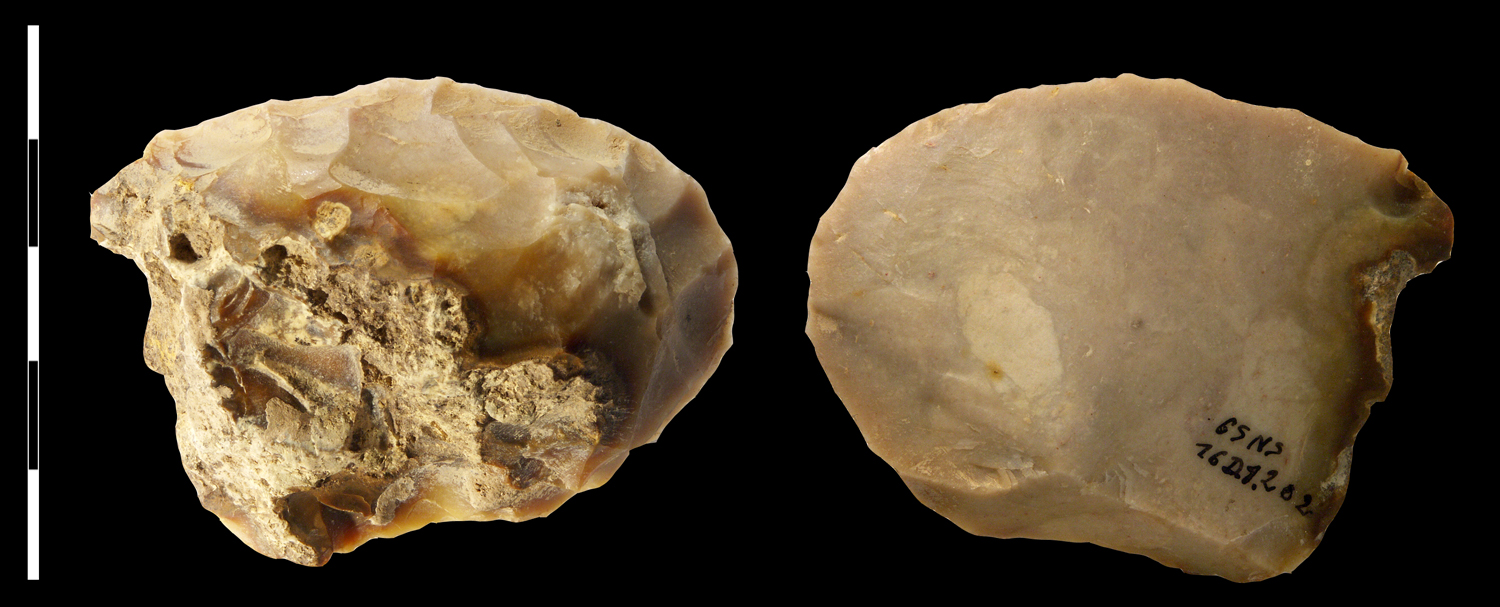
Racloir moustérien en silex de la grotte du Noisetier (échelle en cm).

L'essentiel de l'industrie a été réalisé à partir de matériaux locaux disponibles dans les formations alluviales de la Neste (quartzites, lydiennes, schistes, etc.). Le silex est absent dans l'environnement immédiat ; les quelques vestiges produits aux dépens de ce matériau ont été importés depuis une ou plusieurs sources situées à l'extérieur de la chaîne pyrénéenne (cf. supra). Il s'agit le plus souvent d'outils ou de produits de plein débitage mais aussi d'éclats de retouche, présents en grand nombre.[réf. nécessaire]
L'industrie se compose essentiellement de produits et de sous-produits de débitage, généralement utilisés bruts. La principale méthode mise en œuvre est le débitage discoïde bifacial, dont témoignent une série de nucléus et des produits pseudo-Levallois caractéristiques. Le débitage Levallois est également attesté sur quartzite, schiste ou lydienne par quelques produits indiscutables (tranchants périphériques, surfaces parallèles régulières, talons facettés).
L'outillage inclut quelques éléments retouchés : racloirs et denticulés, dont des pièces à bords retouchés convergents ; mais la retouche est souvent partielle ou irrégulière et aucune ne semble susceptible d'avoir servi d'armature liée à la chasse. La mise au jour d'un biface et de deux hachereaux, inattendus dans ce contexte et dans cette partie des Pyrénées, mérite d'être soulignée. La présence de trois éclats remontant sur l'un des tranchants du biface indique probablement une utilisation et une réfection sur place.
Des comparaisons sont envisageables aussi bien vers l'est avec les séries de Mauran (débitage Discoïde et denticulés) ou de la grotte Tournal à Bize (débitage Levallois sur quartzite) qu'à l'ouest avec les industries classiques du Vasconien telles que Olha et Isturitz.

## Fonction du site

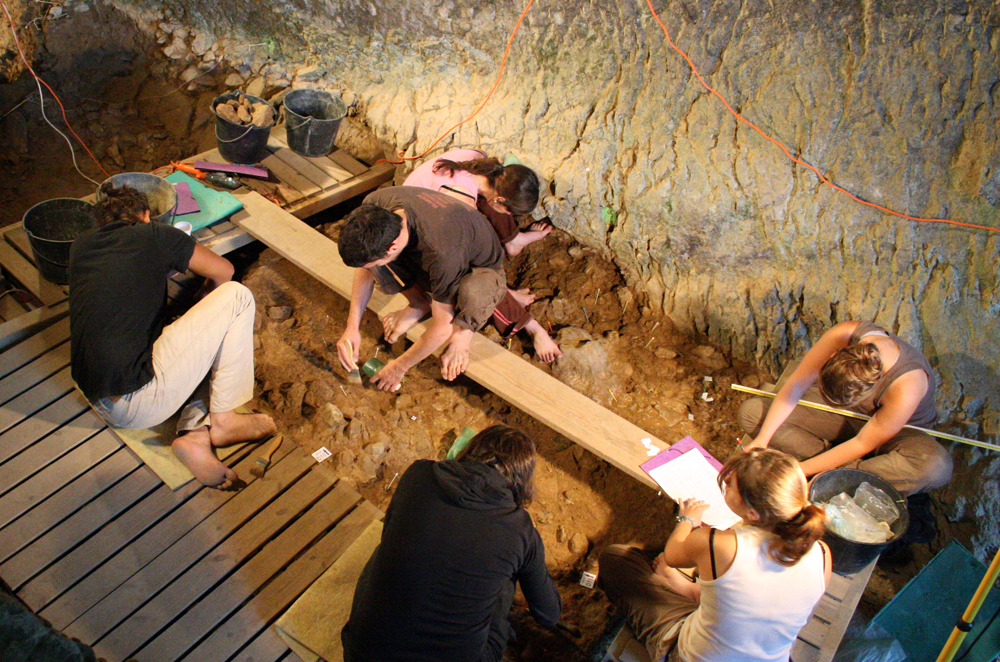
Vue rapprochée de la fouille,
été 2009.

Les questions relatives à la fonction du site sont au cœur des recherches conduites depuis 2004 : quelles raisons poussaient les groupes néandertaliens à fréquenter le milieu montagnard, considéré comme contraignant du fait de contrastes climatiques marqués et de dénivelés importants ? L'hypothèse initiale d'un site de halte liée à la chasse au gibier de montagne a été démentie par les analyses archéozoologiques : si l'on exclut les restes accumulés par le cuon, le cerf est chassé de manière préférentielle et cette espèce n'est aucunement inféodée au milieu montagnard. Par ailleurs, l'exploitation de ressources minérales de qualité, spécifiques à l'environnement du site, ne peut pas être invoquée ici contrairement à ce qui a été avancé pour certains sites d'altitude de l'arc alpin. La présence d'incisives déciduales humaines indique par ailleurs que le site n'était pas exclusivement fréquenté par des groupes de chasseurs adultes.[réf. nécessaire]
La remise en question de l'interprétation classique comme halte de chasse pose plus de questions qu'elle n'en résout et, en l'état actuel des recherches, l'occupation moustérienne de la grotte du Noisetier ne trouve pas d'explication simple et univoque. Il pourrait s'agir notamment d'un site d'habitat temporaire ou d'un site d'étape utilisé lors de déplacements vers le versant sud des Pyrénées, mais de tels déplacements restent difficilement démontrables.[réf. nécessaire]